# Jan-Wilhelm Beck
Jan-Wilhelm Beck (* 12. August 1963 in München) ist ein deutscher Altphilologe.

## Leben
Jan-Wilhelm Beck studierte von 1983 bis 1989 Klassische Philologie, Provinzialrömische Archäologie und Alte Geschichte an der Ludwig-Maximilians-Universität München, wo er 1991 promoviert wurde. Für seine Dissertation, eine kommentierte kritische Ausgabe samt Übersetzung der Schrift De syllabis von Terentianus Maurus, erhielt er noch im selben Jahr den Kurt-von-Fritz-Preis der Universität. Seit 1989 arbeitete Beck als Wissenschaftlicher Mitarbeiter bzw. Assistent an der Ruhr-Universität Bochum, wo er sich 1996 mit der Schrift „Lesbia“ und „Juventius“, zwei libelli im Corpus Catullianum: Untersuchungen zur Publikationsform und Authentizität der überlieferten Gedichtfolge habilitierte. Im September 1998 folgte er einem Ruf an die Universität Regensburg, wo er nach kurzer Lehrstuhlvertretung im Januar 1999 zum ordentlichen Professor für Latinistik ernannt wurde.
Beck beschäftigt sich in seiner Forschung mit verschiedenen Epochen der lateinischen und griechischen Literatur. Er ist besonders durch Untersuchungen zur griechisch-römischen Tragödie, zu Tacitus und Terentianus Maurus hervorgetreten.